# Pfriemenschwänze
Die Pfriemenschwänze (Oxyurina, eingedeutscht auch als Oxyuren bezeichnet) sind eine Unterordnung der Fadenwürmer mit 1258 Arten. Nach älterer Systematik waren sie eine als Oxyurida bezeichnete Ordnung. Sie sind Darmparasiten bei Gliederfüßern und Wirbeltieren, eine Art auch bei Ringelwürmern. Wesentliches Merkmal der Fortpflanzung ist die Haplodiploidie. Oxyuren-Eier wurden in einem 240 Millionen Jahre alten Kotstein eines Cynodontia-Vertreters nachgewiesen. Der bedeutendste Parasit aus dieser Ordnung beim Menschen ist der Madenwurm, der bereits 430 v. Chr. von Hippokrates beschrieben wurde. In der Tiermedizin spielen Oxyuris equi und Probstmayria vivipara bei Pferden sowie Dermatoxys spp. bei Kaninchen eine Rolle.

## Morphologie und Lebenszyklus
Charakteristisch ist der lange spitze Schwanz der Weibchen, der an ein Pfriem erinnert. Im Englischen werden sie auch als pinworms („Nagelwürmer“) bezeichnet. Die ventrolateralen Papillen fehlen oder sind stark reduziert. Die Zahl der Spicula bei Männchen variiert artabhängig von 0 bis 2. Der Oesophagus ist doppelt kolbig erweitert, wobei die hintere Erweiterung besonders markant ist.
Alle Pfriemenschwänze sind monoxen, das heißt die gesamte Entwicklung findet also nur bei einem spezifischen Wirt statt. Die dickschaligen Eier sind länglich und an einer Seite abgeflacht, bei den meisten Spezies ist ein subpolarer Deckel (Operculum) vorhanden. Bei Pfriemenschwänzen der Gliederfüßer werden die Eier mit dem Kot ausgeschieden, bei den meisten Wirbeltier-Pfriemenschwänzen wandern dagegen die graviden Weibchen in die Analregion und legen dort ihre Eier ab. Die Larven werden dann als Schmierinfektion beim Putzen aufgenommen oder gelangen durch Koprophagie in denselben oder andere Wirte. Ob die Larven auch aus der Analregion in den Enddarm zurückwandern, ist umstritten. Während der Entwicklung häuten sich die Larven zweimal, das dritte Larvenstadium ist das infektiöse. Wesentliches Merkmal der Fortpflanzung ist die Haplodiploidie, aus unbefruchteten Eiern entstehen haploide Männchen (nur ein Chromosomensatz), aus befruchteten diploide Weibchen (zwei Chromosomensätze). Im Wirt finden nochmals zwei Häutungen statt.

## Systematik
Die Unterordnung enthält zwei Überfamilien: Die Thelastomatoidea parasitieren bei Gliederfüßern, die Oxyuroidea bei Wirbeltieren. Es wird vermutet, dass die bei Wirbeltieren vorkommenden Pfriemenschwänze sich in der frühen Evolution der Tetrapoden aus Gliederfüßer-Oxyuren entwickelten.
- Oxyuroidea
  - Heteroxynematidae
  - Oxyuridae
  - Pharyngodonidae
- Thelastomatoidea
  - Gyoeryiidae
  - Hystrignathidae
  - Protrelloididae
  - Thelastomatidae
  - Travassosinematidae